# Turmalina
Turmalina là một đô thị ở bang São Paulo của Brasil. Đô thị này nằm ở vĩ độ 20º03'06" độ vĩ nam và kinh độ 50º28'34" độ vĩ tây, trên khu vực có độ cao 467 m trên mực nước biển. Dân số năm 2004 ước tính là 2.169 người. Sông Ribeirão Santa Rita chảy qua Turmalina. Về giao thông đường bộ có tuyến xa lộ SP-463 chạy qua đô thị này.